# Zygaena contaminei
Zygaena contaminei is een vlinder uit de familie bloeddrupjes (Zygaenidae). De wetenschappelijke naam is voor het eerst geldig gepubliceerd in 1834 door Boisduval.
De soort komt voor in Europa.